# 和月伸宏
和月 伸宏（わつき のぶひろ、男性、1970年5月26日 - ）は、日本の漫画家、イラストレーター。東京都生まれ、新潟県長岡市（旧越路町）育ち。愛称は「ワッキー」など。血液型はA型。
『週刊少年ジャンプ』で『るろうに剣心 -明治剣客浪漫譚-』、『武装錬金』などを連載。現在は『ジャンプスクエア』で活動。妻は小説家の黒碕薫。

## 略歴
1987年、新潟県立長岡高等学校在学中に「ティーチャー・ポン」で第33回手塚賞佳作を受賞しデビュー（西脇伸宏名義）。同期受賞者に出口竜正がいる。高校卒業後上京し、次原隆二、高橋陽一、小畑健らのアシスタントを務める。
1994年、『週刊少年ジャンプ』に「るろうに剣心 -明治剣客浪漫譚-」を連載。1996年にテレビアニメ化された。
2001年、『週刊少年ジャンプ』に「GUN BLAZE WEST」を連載。
2003年、『週刊少年ジャンプ』に「武装錬金」を連載。2006年にテレビアニメ化された。
2007年、『ジャンプスクエア』にて「エンバーミング-THE ANOTHER TALE OF FRANKENSTEIN-」を連載。
2017年、『ジャンプスクエア』10月号より「るろうに剣心-明治剣客浪漫譚-」の続編である「北海道編」の連載を開始。だが2017年11月21日に和月が児童買春・ポルノ禁止法違反（単純所持）容疑で書類送検されたことを受け、連載は12月4日発売号より休載することとなった。2018年2月27日、略式起訴により罰金20万円が言い渡された。2018年、『ジャンプスクエア』7月号より連載が再開。

## 作風
対戦型格闘ゲーム『サムライスピリッツ』シリーズ (SNK) のファンであり、『るろうに剣心』もその影響を受けている（サムライスピリッツの風間火月の影響を受けた戌亥番神など。特に牙神幻十郎に強い思い入れがあり、維新志士時代の志々雄真実の風貌や斎藤一の牙突のポーズや台詞各所でインスパイアを受けている）。後年、同ゲームシリーズのディレクターと知人であるという縁で、『サムライスピリッツ零』で一部のキャラクターデザインを担当することとなった。またアメリカン・コミックスのファンでもあり、それをモチーフにしたキャラクターデザイン（『X-メン』シリーズのアポカリプスと『るろうに剣心』の鯨波兵庫など。単行本の『登場人物製作秘話』より）も多い。
単行本の余剰ページに、登場人物のデザインやモチーフなどを詳細に記述したおまけをつけることがある。関係者からは少々苦い顔をされつつも、「読者サービスと作品へのより深い理解を兼ねたものである」と語っている。
「エンタテイメントの基本は笑顔とハッピーエンド」という持論を持っている。『るろうに剣心』の後半の展開に関してヒロインの神谷薫を殺すかどうかで悩んだが、「薫が死んだら、心からの笑顔もハッピーエンドもなくなってしまう」という理由で薫を生存させる展開にしたという。
和月の作品にはすべて、自分の名前が入った捺印を押している。この印は『るろうに剣心』の連載が始まった際、当時友人だった妻が中国旅行のときに祝いにと作ってきてくれたもの。和月はこれを「世界で一つしかなく、自分の漫画家人生に欠かせない大事なもの。もしもこれを無くしたら漫画家を辞めろということではないのか？」かと語っている。

## 趣味
一番好きな漫画は『ブラック・ジャック』（手塚治虫）。その他影響を受けた作品として『ドラえもん』・『パーマン』（藤子・F・不二雄）・『タッチ』（あだち充）・『ウイングマン』（桂正和）・『エイリアン通り』・『CIPHER』（成田美名子）・小畑健の一連の作品・『ジョジョの奇妙な冒険』 （荒木飛呂彦）・『幽☆遊☆白書』（冨樫義博）を挙げている。
テレビアニメではアニメ『新世紀エヴァンゲリオン』にも一時期影響を受けており、『るろうに剣心』の作中で『新世紀エヴァンゲリオン』の登場人物をモチーフにしたキャラクターを登場させている（雪代巴など）。旧劇場版については、「演出等は参考になるが、この映画を通して、作った人が作品や登場人物を愛していないことが伝わってきて不快」という批判的な意見をるろうに剣心の17巻で述べている。
アクションゲームが好きで『バーチャロン』や『ライジング ザン』にハマっていたこともある。バーチャロンに関しては『るろうに剣心』(IN THE BLUE SKY)『武装錬金』(FADE TO BLACK)で、ゲーム中に使われているBGMの名前を拝借してサブタイトルに使ったことがある。ただし、ゲーム操作そのものは、CPU相手でも苦戦する等あまり強くないようである。ヘビーユーザー向けに強くなりすぎたゲームにも、ゲーム初心者の立場から苦言を呈したことがある。現在は以前ほどゲームをすることがなくなったと『るろうに剣心』の完全版の付録で語っている。
ロックバンド・アンジーのファンで、ヴォーカルの水戸華之介をデザインモチーフにしたキャラクターを『るろうに剣心』に登場させている（悠久山安慈）。また大槻ケンヂおよびその所属バンド筋肉少女帯のファンでもあり、作中にも影響が多く見られる。『メテオストライク』では作中でラジオから筋肉少女帯の楽曲名が流れており、『武装錬金』では作中の台詞や用語に大槻の小説『ステーシー 少女ゾンビ再殺談』や筋肉少女帯の歌詞フレーズ、曲名、大槻に関係したバンドの名前などが多く引用されている。

## 作品リスト

### 連載作品
- るろうに剣心 -明治剣客浪漫譚-（週刊少年ジャンプ1994年19号 - 1999年43号）
- GUN BLAZE WEST（週刊少年ジャンプ2001年2号 - 同年35号）
- 武装錬金（週刊少年ジャンプ2003年30号 - 2005年21・22合併号）
- エンバーミング-THE ANOTHER TALE OF FRANKENSTEIN-（ジャンプスクエア2007年12月号 - 2015年5月号）
- るろうに剣心-キネマ版-（ジャンプスクエア2012年6月号 - 2013年7月号）
- るろうに剣心 -明治剣客浪漫譚・北海道編-（ジャンプスクエア2017年10月号 - 連載中）

### 読切作品
- 北陸幽霊小話（『ホップ★ステップ賞SELECTION』6巻に収録）
- 戦国の三日月（『るろうに剣心 -明治剣客浪漫譚-』6巻、同作完全版10巻に収録）
- るろうに -明治剣客浪漫譚-（『るろうに剣心 -明治剣客浪漫譚-』1巻および3巻、同作完全版1巻および3巻に収録）
- 弥彦の逆刃刀（『るろうに剣心 -明治剣客浪漫譚-』完全版22巻に収録）
- メテオ・ストライク（『るろうに剣心 -明治剣客浪漫譚-』28巻に収録）
- 春に桜（『剣心華伝』収録、『るろうに剣心 -明治剣客浪漫譚-』完全版22巻に収録）
- 武装錬金ファイナル（『赤マルジャンプ』2005年SUMMER、『武装錬金』9巻に収録）
- 武装錬金ピリオド（『赤マルジャンプ』2006年WINTER、『武装錬金』10巻に収録）
- エンバーミング-DEAD BODY and BRIDE-（週刊少年ジャンプ増刊『ジャンプ the REVOLUTION!』2005年11月1日増刊号に掲載、『武装錬金』10巻に収録）
- エンバーミングII-DEAD BODY and LOVER-（週刊少年ジャンプ増刊『ジャンプ the REVOLUTION!』2006年11月1日増刊号に掲載）
- 天翔ける英雄伝説（ヤマトタケル）（週刊新マンガ日本史 創刊号、2010年）
- るろうに剣心 -明治剣客浪漫譚- 第零幕（週刊少年ジャンプ2012年38号）
- 炎を統べる -るろうに剣心・裏幕-（ジャンプスクエア2014年8月号、10月号）
- -るろうに剣心・異聞- 明日郎 前科アリ（ジャンプスクエア2016年11月号、12月号）

### ゲームキャラクターデザイン
- サムライスピリッツ零（原案）
- 新選組群狼伝（原案）
- エンドライド（原案）

### イラスト
- STAR DRIVER 輝きのタクト アンソロジー
- 春風亭鯉づむ真打昇進興行用後ろ幕[19]

### 関連書籍
- 週刊少年ジャンプ特別編集『原典・るろうに剣心 -明治剣客浪漫譚- 剣心秘伝』集英社〈ジャンプ・コミックス デラックス〉1996年7月9日初版発行、ISBN 978-4-08-858882-7
- 週刊少年ジャンプ特別編集『全史『るろうに剣心 -明治剣客浪漫譚-』 剣心華伝』集英社、1999年12月22日初版発行、ISBN 978-4-08-782037-9

## 関連人物

### 和月がアシスタントに入った人物
次原隆二
アシスタントに入り、心構えを教わる。
高橋陽一
前にアシスタントに入り、基本技術を教わる。
小畑健
小畑が手塚賞準入選をとった時の総評から当初はライバルとして設定していたが、『CYBORGじいちゃんG』を読んだことをきっかけとして心の師匠と仰ぐ。『魔神冒険譚ランプ・ランプ』（1991年 - 1992年）と『力人伝説 -鬼を継ぐもの-』（1992年 - 1993年）の2作品に参加。一番好きな作家に小畑を、影響を受けた作品に「小畑健先生の一連の作品」を挙げている。
梅澤春人
『HARELUYA』（1992年）にアシスタントとして参加。

### 元アシスタント
『るろうに剣心 -明治剣客浪漫譚-』時代のアシスタントから人気作家を輩出し、その結束力の高さもあって「和月組」と呼ばれている（もっとも和月本人はこの呼び方を嫌っている）。彼らがアシスタントを離れた後にも単行本の作者コメントにその名前がしばしば見える。本人は彼らの師匠というより同士であると思っており、『週刊少年ジャンプ』の巻末コメントなどでも、かつてのアシスタントを「○○先生」と呼んでいる。
- 尾田栄一郎[23]
- 武井宏之[23]
- 鈴木信也[23]
- しんがぎん[23]
- いとうみきお[23]

### その他の人物
黒碕薫
小説家で和月の妻。『武装錬金』以降の作品にストーリー協力として参加している。2作発表された『武装錬金』や『るろうに剣心』のノベライズの執筆も担当している。また実写映画『るろうに剣心』の脚本協力をしており、小説『るろうに剣心 -銀幕草紙変-』はその際用意した脚本を小説化したもの。
佐々木尚
編集者。初投稿の時から和月の担当を務め、『るろうに剣心』の担当編集を務める。後に茨木政彦の後を継ぎ『週刊少年ジャンプ』9代目の編集長に就任している。